# Михайлівка (Конотопський район)
Миха́йлівка — село в Україні, у Конотопському районі Сумської області. Населення становить 1287 осіб. До 2020 орган місцевого самоврядування — Михайлівська сільська рада.

## Географія
Селом протікає річка Михайлівка, ліва притока Чаши. Нижче за течією на відстані 1,5 км розташоване місто Буринь. На відстані до 1,5 км розташовані села Бондарі, Вікторинівка, Темне і Нова Олександрівка. Річка в цьому місці пересихає, на ній та її притоках зроблено кілька загат.

## Історія
Село назване на честь його колишнього власника путивльського поміщика Михайла Гамалії і раніше також звалося Безсалівкою. За легендою, річка Чаша в селі має таку назву неспроста. Говорять, що колись давно вона була глибоководною, а місце, де річка бере початок, нагадує форму чаші, адже там і досі є острівець, який омивається з усіх сторін водою і нагадує форму чаші. Михайлівці це місце називають «курник», бо там завжди можна побачити багато птахів як свійських, так і диких. За розповідями михайлівців, Безсалівкою називали частину села (теперішня вулиця Шевченка), тому що одного разу група чоловіків обібрала жителів села, викравши запаси м'яса і сала. До речі, і досі цю назву вживають, називаючи цю частину села.

### XIX століття
За даними на 1862 рік у власницькому селі Путивльського повіту Курської губернії мешкало 799 осіб (400 чоловіків та 399 жінок), налічувалось 70 дворових господарств.
Станом на 1880 рік у колишньому власницькому селі Клепальської волості мешкало 973 особи, налічувалось 142 дворових господарства, існували 18 вітряних млинів.
У 1869 р. парафія та причет Старо-П'ятницької церкви м. Путивля були долучені до Покровського храму, а сама її будівля з дозволу Курської духовної консисторії була разібрана у 1899 р., і матеріал з неї був перевезений до тоді деревні Михайлівки для спорудження церкви. 
У 1971 році до Михайлівки приєднане село Чаша, що стоїть на берегах однойменної річки у її початку.

### Голодомор
Село постраждало внаслідок геноциду українського народу, здійсненого урядом СРСР 1932-33, встановлено смерті не менше 22 людей.
Під час комуністичної окупації в селі запроваджено одну з форм кріпацтва — колгоспи. Поставивши під контроль все їстівне у селі, 1932 року окупанти перейшли до прямого терору голодом. При чому в Михайлівці масові убивства супроводжувалися особливим цинізмом: на місцевій свинофермі для «годуванців» встановили раціон з кислого молока та свіжих овочів. Поросят поїли свіжим незбираним молоком у той час, як сотні людей довкола ферми мучилися голодними психозами.

## Сучасність
У селі діє будинок культури під керівництвом Северина Миколи Івановича. Молодь села активно бере участь у культурному житті Михайлівки. Щорічною традицією є святкування дня села (на Трійцю, адже саме в це свято михайлівці святкують храмове свято). У 2015—2016 навчальному році дві школи Михайлівки об'єднали в одну. Під мудрим керівництвом Гардійчук Раїси Анатоліївни школа процвітає і радує дітей та батьків новими освітніми здобутками та творчими ідеями. Сумлінні та креативні педагоги вкладають серця у вихованців і це приносить свої плоди. У роки незалежної України сільськими головами села були: Кулик Іван Сергійович, Бабич Петро Кузьмич, Дорошенко Петро Миколайович. У селі працює низка молочно-товарних ферм.
- 12 червня 2020 року, відповідно до розпорядження Кабінету Міністрів України № 723-р «Про визначення адміністративних центрів та затвердження територій територіальних громад Сумської області», село увійшло до складу Буринської міської громади[6].
- 19 липня 2020 року, в результаті адміністративно-територіальної реформи та ліквідації Буринського району, увійшло до складу новоутвореного Конотопського району[7].

## Персоналії
Бондаренко Юрій Петрович — український військовик, учасник російсько-української війни.